# Покот (язык)
Покот (также пэкот, пёкоот, пакот, пёкот, сук; англ. pokot, pökoot, pakot, pökot, suk, päkot) — нилотский язык, распространённый в западных районах Кении и в приграничных с Кенией восточных районах Уганды, язык народа покот. Входит в состав календжинской группы южнонилотской подветви.
Общая численность носителей — около 738 000 человек. Письменность основана на латинском алфавите.

## Классификация
Согласно общепринятой классификации нилотских языков, язык покот включается в состав календжинской языковой группы. Указанная группа входит в состав южнонилотской подветви нилотской ветви кир-аббайской семьи восточносуданской надсемьи. Объединение восточносуданских языков в свою очередь традиционно рассматривается как часть гипотетической нило-сахарской макросемьи.
Согласно классификации, представленной в «Большой российской энциклопедии», язык покот (пэкот) включён в календжинскую группу вместе с элгонским языком (или сабаот), с языками/диалектами эндо-севернотукенского и календжинского кластеров, а также с акиэкскими языками.
По классификации Ф. Роттланда, которая публикуется, в частности, в исследовании Г. С. Старостина «Языки Африки. Опыт построения лексикостатистической классификации», язык покот (пакот, сук) в пределах календжинской группы противопоставляется подгруппе языков нанди-марквета (с языками нанди, кипсикис (кипсигис), кейо, тукен и мараквет), подгруппе языков элгон (с языками/диалектами сабинь, сабаот и терик) и подгруппе диалектов окиек.
В классификации, опубликованной в базе данных по языкам мира Glottolog, язык покот (пёкоот) вместе с языком мараквет (марквеета) образуют севернокаленджинскую подгруппу. Наряду с севернокаленджинскими языками в составе календжинской группы выделяются центральнокаленджинская подгруппа (с языками кипсигис, кейо, нанди, терик и туген), подгруппа элгон-мау (с языками купсабинь и сабаот) и подгруппа окиек-акиэ (с языками акиэ и окиек).
Согласно классификации, опубликованной в справочнике языков мира Ethnologue, язык покот (пёкоот) противопоставляется элгонским языкам купсапиинь (сабинь) и сабаот, подгруппе нанди-марквета (с языками кипсигис, мараквет (марквета) и диалектно-языковым кластером нанди, включающим идиомы кейо, нанди, терик и другие), а также языкам/диалектам акиэк (окиек).

## Лингвогеография

### Ареал и численность
Ареал языка покот размещён на западе Кении и отчасти в восточных районах Уганды. Согласно современному административно-территориальному делению Кении, носители языка покот расселены главным образом в округах Баринго, Туркана, Вест-Покот, Накуру и Ньяндаруа. По административно-территориальному делению Уганды говорящие на покот населяют юго-восточную часть Северной области — округа Амудат и Накапирипирит.
Область распространения языка покот занимает северную часть южнонилотского ареала. С севера и востока ареал языка покот граничит с областью распространения восточнонилотских языков: с севера — с областью распространения языка туркана, с востока — с областью распространения языка самбуру. Также на востоке к ареалу языка покот примыкает область смешанного распространения восточнонилотских языков туркана и масаи, а также кушитского языка бурджи. С юго-востока ареал языка покот граничит с ареалом языка кикуйю группы банту, с юго-запада — с ареалами близкородственных южнонилотских языков туген, окиек и мараквет. К западу от области распространения языка покот размещены ареалы языка лубукусу группы банту, ареал южнонилотского языка сабинь и ареал восточнонилотского языка карамаджонг. Кроме этого, в юго-восточной части области распространения языка покот расположен небольшой островной ареал языка самбуру.
По данным 1982 года, которые приводит Ф. Роттланд, численность носителей языка покот составляла 90 000 человек. Согласно сведениям, представленным в справочнике Ethnologue, численность говорящих на языке покот в начале XXI века составила 738 000 человек, из них в Кении — 633 000 человек (2009), в Уганде — 105 000 человек (численность этнической общности, 2014). По современным оценкам сайта Joshua Project численность носителей этого языка составляет 873 000 человек, из них в Кении — 750 000 человек, в Уганде — 123 000 человек (2017).

### Социолингвистические сведения
Согласно данным сайта Ethnologue, по степени сохранности язык покот относится к так называемым развивающимся языкам, поскольку этот язык устойчиво используется представителями этнической общности покот всех поколений, включая детей, и имеет стандартную форму, хотя и без строгих устоявшихся норм и без широкого распространения. Покот является языком не только домашнего общения, он широко используется в общественной жизни. На языке покот издаётся художественная литература, транслируются радиопередачи, на него переводят библейские тексты. Предпринимаются усилия по обучению представителей народа покот чтению и письму на родном языке. Как второй язык покот распространён среди представителей народа туркана. Помимо родного языка покот владеют также языком суахили и английским языком, на которых ведётся обучение в школах и которые используются для общения с другими народами Кении. Умение читать и писать на суахили и английском доступно около 15 % — 25 % носителей языка покот.
Представители народа покот до настоящего времени ведут полукочевой образ жизни. В основном они придерживаются традиционных верований, также широко среди покот распространилось христианство. В Кении 55 % верующих исповедует местные религии, 45 % являются христианами, в Уганде традиционные верования распространены среди 51 %, а христианство среди 48 % всех верующих.

### Диалекты
В ареале языка покот выделяют западный и восточный диалектные массивы.

## Лингвистическая характеристика

### Фонетика и фонология

#### Гласные
Система вокализма языка покот состоит из 19 гласных фонем. Гласные различаются по степени подъёма языка, по ряду и по наличию или отсутствию лабиализации. Большинство гласных фонем противопоставляется по долготе и краткости. Часть гласных противопоставляется по наличию или отсутствию придыхательной (шёпотной) фонации:
| подъём         | ряд               | ряд               | ряд         |
| подъём         | передний          | средний           | задний      |
| подъём         | нелабиализованные | нелабиализованные | лабиализов. |
| -------------- | ----------------- | ----------------- | ----------- |
| верхний        | i: i i̤            |                   | u u:        |
| средне-верхний | e: e e̤            |                   | o̤ o o:      |
| средний        |                   | ə                 |             |
| средне-нижний  | ɛ: ɛ              |                   | ɔ ɔ:        |
| нижний         | a: a a̤            |                   |             |

#### Согласные
Состав системы согласных языка покот (в парах согласных слева приведены глухие согласные, справа — звонкие):
| взрывные                  | p b |    | t d |   | k g |
| аффрикаты                 |     | t̪ʃ |     |   |     |
| фрикативные               |     |    | s   |   | x   |
| носовые                   | m   |    | n   | ɲ | ŋ   |
| дрожащие                  |     |    | r   |   |     |
| аппроксиманты             | w   |    |     | j |     |
| латеральные аппроксиманты |     |    | l   |   |     |

#### Просодия
Покот относится к тональным языкам. В его просодической системе различают три ровных тоновых уровня — высокий, средний и низкий.

### Морфология

#### Числительное
Числительные языка покот:
| 1  | àkɔ́ɔ́ŋkɔ̀                  |
| 2  | oɣë̀ë̀ŋ / òdë̀ë̀ŋ            |
| 3  | sä́mä́k                    |
| 4  | àŋwân                    |
| 5  | múut                     |
| 6  | múut ŋɡɔ́ àkɔ́ɔ́ŋɔ̀ (5+1)    |
| 7  | múut ŋɡɔ́ òdë̀ë̀ŋ (5+2)     |
| 8  | múut ŋɡɔ́ sä́mä́k (5+3)     |
| 9  | múut ŋɡɔ́ àŋwân (5+4)     |
| 10 | támàn                    |
| 11 | támàn kɔ àkɔ́ɔ́ŋɔ̀          |
| 12 | támàn ŋɡɔ́ òdë̀ë̀ŋ          |
| 13 | támàn ŋɡɔ́ sä́mä́k          |
| 14 | támàn ŋɡɔ́ àŋwân          |
| 15 | támàn ŋɡɔ́ múut           |
| 16 | támàn ŋɡɔ́ múut kɔ́ àkɔ́ɔ́ŋɔ̀ |
| 17 | támàn ŋɡɔ́ múut ŋɡɔ́ òdë̀ë̀ŋ |
| 18 | támàn ŋɡɔ́ múut ŋɡɔ́ sä́mä́k |
| 19 | támàn ŋɡɔ́ múut ŋɡɔ́ àŋwân |
| 20 | tamanút òdë̀ë̀ŋ            |

| 21   | tamanút òdë̀ë̀ŋ ŋɡɔ́ àkɔ́ɔ́ŋɔ̀         |
| 22   | tamanút òdë̀ë̀ŋ ŋɡɔ́ òdë̀ë̀ŋ          |
| 23   | tamanút òdë̀ë̀ŋ ŋɡɔ́ sä́mä́k          |
| 24   | tamanút òdë̀ë̀ŋ ŋɡɔ́ àŋwân          |
| 25   | tamanút òdë̀ë̀ŋ ŋɡɔ́ múut           |
| 26   | tamanút òdë̀ë̀ŋ ŋɡɔ́ múut kɔ́ àkɔ́ɔ́ŋɔ̀ |
| 27   | tamanút òdë̀ë̀ŋ ŋɡɔ́ múut ŋɡɔ́ òdë̀ë̀ŋ |
| 28   | tamanút òdë̀ë̀ŋ ŋɡɔ́ múut ŋɡɔ́ sä́mä́k |
| 29   | tamanút òdë̀ë̀ŋ ŋɡɔ́ múut ŋɡɔ́ àŋwân |
| 30   | tamanút sä́mä́k / sɔsɔ́m            |
| 40   | tamanút àŋwân / artam            |
| 50   | tamanút múut / kɔnɔ́m             |
| 60   | tamanút múut kɔ́ àkɔ́ɔ́ŋkɔ̀          |
| 70   | tamanút múut ŋɡɔ́ òdë̀ë̀ŋ           |
| 80   | tamanút múut ŋɡɔ́ sä́mä́k           |
| 90   | tamanút múut ŋɡɔ́ àŋwân           |
| 100  | pɔ́kɔ́l àkɔ́ɔ́ŋɔ̀                     |
| 200  | pɔ́kɔ́l oɣë̀ë̀ŋ                      |
| 1000 | ŋíŋútìan àkɔ́ɔ́ŋɔ                  |
| 2000 | ŋiŋwáŋ oɣë̀ë̀ŋ                     |

## История изучения
Первое описание народа покот и его языка было опубликовано в 1911 году (The Suk: Their Language and Folklore). Подробная грамматика покот с небольшим словарём были изданы Дж. П. Краццоларой в 1978 году (A Study of the Pokot (Suk) Language). Исследованиями покот занимались А. Н. Такер и М. А. Брайан, издавшие работу по именной морфологии этого языка, а также Ф. Роттланд, собравший в 1970-х годах значительный по объёму полевой материал.